# Kermes nigropunctatus
Kermes nigropunctatus är en insektsart som beskrevs av Edward MacFarlane Ehrhorn och Theodore Dru Alison Cockerell 1898. 
Kermes nigropunctatus ingår i släktet Kermes och familjen eksköldlöss. Inga underarter finns listade i Catalogue of Life.